# Воробйов Іван Дмитрович
Іва́н Дми́трович Воробйо́в (рос. дореф. Іоанн Димитріев Воробьевъ; 1789, Миколаївська губернія, Російська імперія — після 1851, Російська імперія) — кораблебудівник XIX століття, генерал-майор корпусу корабельних інженерів, начальник корабельних інженерів і голова Кораблебудівного облікового комітету Чорноморського флоту.

## Життєпис
Народився 1789 року в Миколаївській губернії в родині солдата. Протягом 1803—1807 років служив юнгою на різних суднах Чорноморського флоту і при береговій команді в Таганрозькому адміралтействі. Із 1807 до 1809 року навчався в Училищі малолітніх флотських юнг, відкритому у 1804 році в Миколаєві.
11 березня 1809 року направлений тіммерманським учнем 2-го класу в креслярській майстерні Миколаївського адміралтейства. 1 січня 1815 року проведений у навчені тіммермани унтерофіцерського чину. У 1820—1821 роках перебував при будівництві в Херсоні 110-гарматного лінійного корабля «Імператор Франц».
У 1822 році проведений в тіммермани 12-го класу. 30 жовтня того ж року перейменований у помічники корабельного майстра. З 1823 по 1827 роки перебував при будівництві в Миколаївському адміралтействі 84-гарматного лінійного корабля «Пантелеймон» і 110-гарматного «Париж». 13 квітня 1826 року проведений в тіммермани 9-го класу, а 23 лютого 1827 року перейменований на капітана корпусу корабельних інженерів.
У 1828—1829 роках брав участь у будівництві 60-гарматного фрегата «Ерівань» і 84-гарматного лінійного корабля «Анапа». У 1830 році направлений у фортецю Месемврію, де спустив на воду захоплений під час російсько-турецької війни 1828—1829 років турецький 24-гарматний корвет «Ольга», пізніше перейменований на «Месемврію», а згодом перетворений на транспорт «Ахіоло», за що був нагороджений орденом Святої Анни III ступеня.
Із 1831 до 1832 року тимчасовий член Облікового кораблебудівного комітету у Миколаєві. 1 лютого 1833 року проведений в підполковники корпусу корабельних інженерів. Відряджений до Севастополя для виправлення і приготування лінійних кораблів «Париж», «Пимен», «Пармен» і «Іоанн Златоуст» до плавання. За проведену роботу отримав діамантовий перстень. 6 вересня 1833 року в Миколаївському адміралтействі самостійно заклав свій перший корабель — 60-гарматний фрегат «Агатополь», спущений на воду 11 листопада 1834 року. Тоді ж нагороджений орденом Святого Станіслава III ступеня.
29 грудня 1835 року в Спаському адміралтействі заклав 124-гарматний лінійний корабель «Три Святителі», спущений на воду 28 серпня 1838 року. Корабель брав участь у Кримській війні 1853—1856 років, зокрема в Сінопській битві 18 листопада 1853 року. За чинним з часів Петра I положенням про нагородження корабельних майстрів, Воробйова нагородили срібною тацею вагою 685 грамів і спусковими грошима з розрахунку за кожен гарматний порт по три карбованці сріблом в асигнаціях — 3 карбованці 60 копійок за 1 карбованець срібла.
З 1837 року член Кораблебудівного облікового комітету. Спроєктував 120-гарматний лінійний флагманський корабель «Дванадцять апостолів», закладений 4 жовтня 1838 року в елінгу Миколаївського адміралтейства будівельником капітаном С. І. Чернявським. Того ж дня Воробйов заклав 84-гарматний лінійний корабель «Варна», спущений на воду 27 липня 1842 року. У тому ж році нагороджений орденом Святого Володимира IV ступеня.
2 листопада 1838 року проведений в полковники корпусу корабельних інженерів і призначений на посаду начальника корабельних інженерів Чорноморського флоту і голови Кораблебудівного облікового комітету. Спостерігав за будівництвом понад 50 різних кораблів і суден. У 1845 році нагороджений орденом Святої Анни II ступеня.
6 грудня 1851 року проведений в генерал-майори корпусу корабельних інженерів зі звільненням зі служби. Проживав у Миколаєві у власному будинку.

## Нагороди
- Орден Святої Анни III ступеня (1830).
- Орден Святого Станіслава III ступеня (1834).
- Орден Святого Володимира IV ступеня (1842).
- Орден Святої Анни II ступеня (1845).